# 平松一夫
平松 一夫（ひらまつ かずお、1947年8月10日 - 2020年12月2日）は、日本の会計学者。専門は、財務会計・国際会計。関西学院大学名誉教授。学校法人関西学院理事長を歴任。兵庫県川西市出身。

## 経歴
- 1963年3月 関西学院中学部卒業。
- 1966年3月 関西学院高等部卒業。
- 1966年4月 関西学院大学商学部入学。
- 1970年3月 関西学院大学商学部卒業。
- 1975年3月 関西学院大学商学研究科博士課程修了。
- 1975年4月 関西学院大学商学部専任講師。
- 1977年4月 米国ワシントン大学客員研究員（1979年3月まで）。
- 1979年4月 関西学院大学商学部助教授。
- 1985年4月 関西学院大学商学部教授。
- 1987年3月 著書『外部情報会計』により、関西学院大学より商学博士の学位を授与される。
- 2002年4月 関西学院大学学長に就任（2008年3月まで）。
- 2016年3月 関西学院大学を定年退職。名誉教授。
- 2019年4月 学校法人関西学院理事長[1]
- 2020年12月2日 死去[2]。73歳没[3]。

## これまでの学外の主な役職
- 世界会計学会・会長。
- 企業会計審議会・会長。
- 日本会計研究学会・会長。
- 国際会計研究学会・会長。
- アメリカ会計学会・副会長。
- ディスクロージャー研究学会・理事。
- 国際ビジネス研究学会・常任監事
- 日本内部統制研究学会・評議員。
- 日本内部統制研究学会・理事
- 社会関連会計学会・理事
- 日本経営分析学会・理事。
- 経営関連学会協議会・最高顧問
- 日本学術会議・第20期・第21期会員
- 兵庫県アイスホッケー連盟・評議員

## 門下生（研究者として活躍している人のみ）
- 齋藤真哉 - 横浜国立大学経営学部教授
- 百合草裕康 - 元兵庫県立大学大学院会計研究科教授
- 河内山潔 - 関西国際大学人間科学部准教授
- 阪（谷口）智香 - 関西学院大学商学部教授
- 児島幸治 - 関西学院大学国際学部教授
- 上田耕治 - 関西学院大学大学院経営戦略研究科教授
- 中島稔哲 - 関西学院大学大学院経営戦略研究科准教授
- 阿部仁 - 中部大学経営情報学部准教授
- 記虎優子 - 同志社女子大学現代社会学部准教授
- 金光明雄 - 桃山学院大学経営学部准教授
- 宮武記章 - 大阪経済大学経済学部准教授
- 上野雄史 - 静岡県立大学経営情報学部講師・大学院経営情報イノベーション研究科講師。
- 齋藤雅子 - 関西大学総合情報学部教授
- 河合（安部）由佳里 - 駒澤大学経営学部経営学科教授
- 引地（西田）夏奈子 - 大阪経済法科大学教授
- 笠岡（瀧野）恵理子 - 大阪成蹊大学講師
- 櫛部幸子 - 鹿児島国際大学経済学部経営学科准教授
- 加納慶太 - 県立広島大学地域創生学部講師
- 吉良友人 - 岡山商科大学経営学部准教授

## 著書
- 『外部情報会計 会計代替案選択問題の研究』中央経済社, 1980
- 『年次報告書会計』中央経済社, 1986
- 『国際会計の新動向 会計・開示基準の国際的調和』中央経済社, 1994

### 共編著・監修
- 『SASによる会計情報の分析』平松一夫 [ほか]編著. 中央経済社, 1992
- 『会計情報分析の理論と実際』梶浦昭友, 木本圭一共編著. 東京経済情報出版, 1994
- 『財務諸表論の基礎知識』編著. 東京経済情報出版, 1996
- 『連結会計情報の分析と応用』山地範明,百合草裕康共編著. 東京経済情報出版, 1998
- 『インドネシアの会計』ラニタ ウィナタ, ハドリ ユヌス, 木本圭一共編著. 中央経済社, 1998
- 『日商簿記検定試験3級商業簿記』編著. 税務経理協会, 1998
- 『日商簿記検定試験3級商業簿記ワークブック』編著. 税務経理協会, 1998
- 『会計・監査・ガバナンスを考える 鼎談』藤沼亜起,八田進二共著. 同文舘出版, 2003
- 『会計制度改革と企業行動』柴健次共編著. 中央経済社, 2004
- 『会計基準の国際的統一 国際会計基準への各国の対応』徳賀芳弘共編著. 中央経済社, 2005
- 『連結会計情報と企業分析の基礎』山地範明, 百合草裕康共編著. 東京経済情報出版, 2005
- 『基本会計学用語辞典』松尾聿正共編著. 同文舘出版, 2005
- 『財務諸表論』編著. 東京経済情報出版, 2006
- 『国際財務報告論 会計基準の収斂と新たな展開』編著. 中央経済社, 2007
- 『事例でわかる企業分析』井上浩一, 山地範明共編著. 東京経済情報出版, 2009
- 『IFRS国際会計基準の基礎』監修 中央経済社, 2011
- 『株式会社簿記論』島本克彦, 引地夏奈子, 譚鵬 共編著. 中央経済社, 2014
- 『体系現代会計学 第4巻 会計基準のコンバージェンス』辻山栄子 共責任編集 中央経済社, 2014
- 『インドネシアの会計教育』齋藤雅子, セカール マヤングサリ共著. 中央経済社, 2015

### 翻訳
- 財務会計基準審議会『FASB財務会計の諸概念』広瀬義州共訳. 中央経済社, 1988
- ミューラー, ガーノン, ミーク 『国際会計入門 第2版』野村健太郎共監訳. 中央経済社, 1992
- カナダ勅許会計士協会『環境会計 環境コストと環境負債』谷口智香共訳. 東京経済情報出版, 1995
- マルカム・スミス『会計学の研究方法』監訳. 中央経済社, 2015